# Seznam medailistů na halovém mistrovství Československa a Česka mužů a žen v běhu na 1 500 m
Toto je seznam medailistů na mistrovství Československé a České republiky v disciplíně běh na 1500 m.

## Muži
| Rok          | Místo              | Zlato             | Výkon vítěze     | Stříbro           | Bronz             |
| ------------ | ------------------ | ----------------- | ---------------- | ----------------- | ----------------- |
| HM ČSSR 1969 | Jablonec nad Nisou | Petr Bláha        | 4:03,2           | Karel Szotkowski  | Karel Brynych     |
| HM ČSSR 1970 | Jablonec nad Nisou | Ivan Kováč        | 4:01,3           | Josef Horčic      | Karel Szotkowski  |
| HM ČSSR 1971 | Jablonec nad Nisou | Ivan Kováč        | 4:02,5           | Miroslav Braum    | Josef Šach        |
| HM ČSSR 1972 | Jablonec nad Nisou | Josef Němec       | 3:58,6           | Petr Bláha        | Josef Šach        |
| HM ČSSR 1973 | Jablonec nad Nisou | Ivan Kováč        | 3:57,0           | Jozef Machálek    | Štefan Polák      |
| HM ČSSR 1974 | Jablonec nad Nisou | Martin Zvoníček   | 3:53,6           | Štefan Polák      | Petr Bláha        |
| HM ČSSR 1975 | Jablonec nad Nisou | Josef Šach        | 3:56,2           | Martin Zvoníček   | Petr Bláha        |
| HM ČSSR 1976 | Košice             | Ján Šišovský      | 4:07,7           | Jozef Marcin      | Petr Gregořica    |
| HM ČSSR 1977 | Ostrava            | Štefan Polák      | 3:47,8           | Jozef Lenčéš      | Jozef Marcin      |
| HM ČSSR 1978 | Jablonec nad Nisou | Ivan Demský       | 3:52,3           | Jozef Marcin      | Zdeněk Posker     |
| HM ČSSR 1979 | Jablonec nad Nisou | Jozef Plachý      | 3:50,4           | Jan Holberg       | Petr Gregořica    |
| HM ČSSR 1980 | Jablonec nad Nisou | Pavol Slouka      | 3:53,0           | Antonín Vávra     | Petr Gregořica    |
| HM ČSSR 1981 | Jablonec nad Nisou | Arpád Bari        | 3:52,3           | Zdeněk Národa     | Peter Klimeš      |
| HM ČSSR 1982 | Jablonec nad Nisou | Pavel Slouka      | 3:56,48          | Arpád Bari        | Jiří Klesnil      |
| HM ČSSR 1983 | Jablonec nad Nisou | Lubomír Tesáček   | 3:47,13          | Pavel Slouka      | Jiří Klesnil      |
| HM ČSSR 1984 | Jablonec nad Nisou | Lubomír Tesáček   | 3:46,38          | Miroslav Semerád  | Martin Jauernig   |
| HM ČSSR 1985 | Jablonec nad Nisou | Ivan Adámek       | 3:45,54          | Peter Klimeš      | Jiří Ernst        |
| HM ČSSR 1986 | Jablonec nad Nisou | Jan Kubista       | 3:45,46          | Jan Kraus         | Vladimír Slouka   |
| HM ČSSR 1987 | Jablonec nad Nisou | Vladimír Slouka   | 3:43,08          | Jan Kraus         | Jiří Ernst        |
| HM ČSSR 1988 | Jablonec nad Nisou | Jan Kraus         | 3:44,58          | Jiří Ernst        | Jan Kamler        |
| HM ČSSR 1989 | Jablonec nad Nisou | Jan Kraus         | 3:45,90          | Vladimír Slouka   | Luboš Šubrt       |
| HM ČSSR 1990 | Praha              | Michal Kučera     | 3:51,77          | Jiří Hajzler      | Michael Nejedlý   |
| HM ČSFR 1991 | Praha              | Jiří Šoptenko     | 3:49,61          | Zdeněk Forster    | Petr Gebel        |
| HM ČSFR 1992 | Praha              | Radim Kunčický    | 3:49,43          | Jiří Šoptenko     | Petr Prokop       |
| HMR 1993     | Praha              | Milan Drahoňovský | 3:46,12          | Jiří Šoptenko     | Michael Nejedlý   |
| HMR 1994     | Jablonec nad Nisou | Jiří Šoptenko     | 3:54,65          | Zdeněk Forster    | Luboš Stloukal    |
| HMR 1995     | Praha              | Lukáš Vydra       | 3:43,71          | Michael Nejedlý   | Zdeněk Dúbravčík  |
| HMR 1996     | Praha              | Lukáš Vydra       | 3:51,68          | Lubomír Pokorný   | Michael Nejedlý   |
| HMR 1997     | Praha              | Lubomír Pokorný   | 3:45,10          | Stanislav Vrba    | Petr Lochman      |
| HMR 1998     | Praha              | Michael Nejedlý   | 3:49,96          | Martin Jareš      | Radim Matyáš      |
| HMR 1999     | Praha              | Lubomír Pokorný   | 3:46,38          | Milan Koňarik     | Radek Vorlíček    |
| HMR 2000     | Praha              | Michal Šneberger  | 3:47,60          | Radim Matyáš      | Daniel Fekl       |
| HMR 2001     | Praha              | Michal Šneberger  | 3:46,68          | Vladimír Pospíšil | Vladimír Bartůněk |
| HMR 2002     | Praha              | Michal Šneberger  | 3:57,60          | Vladimír Bartůněk | Petr Hubáček      |
| HMR 2003     | Bratislava         | Michal Šneberger  | 3:50,43          | Tomáš Harom       | Zdeněk Pichl      |
| HMR 2004     | Praha              | Tomáš Harom       | 3:51,30          | Petr Hubáček      | Vladimír Pospíšil |
| HMR 2005     | Praha              | Vladimír Bartůněk | 3:48,72          | Tomáš Bednář      | Jan Tománek       |
| HMR 2006     | Praha              | Vladimír Bartůněk | 3:52,14          | Tomáš Harom       | Petr Doubravský   |
| HMR 2007     | Praha              | Vladimír Bartůněk | 4:01,03          | Jakub Holuša      | Petr Doubravský   |
| HMR 2008     | Praha              | Michal Šneberger  | 3:48,15          | Tomáš Bednář      | Jan Pernica       |
| HMR 2009     | Praha              | Tomáš Belada      | 3:54,72          | Vladimír Bartůněk | Adam Kouba        |
| HMR 2010     | Praha              | Tomáš Bednář      | 3:47,73          | Jakub Živec       | Michal Šneberger  |
| HMR 2011     | Praha              | Milan Kocourek    | 3:48,34          | Lukáš Kourek      | Petr Vitner       |
| HMR 2012     | Praha              | Milan Kocourek    | 3:50,01          | Radek Karnufek    | Daniel Grecman    |
| HMR 2013     | Praha              | Milan Kocourek    | 3:49,07          | Tomáš Belada      | Roman Rudolecký   |
| HMR 2014     | Praha              | Petr Vitner       | 3:55,70          | Jan Friš          | Ondřej Klesnil    |
| HMR 2015     | Praha              | Petr Vitner       | 3:45,75          | Jan Friš          | Milan Kocourek    |
| HMR 2016     | Ostrava            | Filip Sasínek     | 3:41,45          | Petr Vitner       | Josef Šimsa       |
| HMR 2017     | Praha              | Jan Kubista       | 3:50,11          | Jakub Zemaník     | Josef Šimsa       |
| HMR 2018     | Praha              | Jakub Holuša      | 3:48,26          | Jan Kubista       | Daniel Kotyza     |
| HMR 2019     | Ostrava            | Filip Sasínek     | 3:44,02          | Daniel Kotyza     | Adam Dvořáček     |
| HMR 2020     | Ostrava            | Jan Friš          | 3:43,87          | Daniel Kotyza     | Jan Sýkora        |
| HMR 2021     | Ostrava            | Filip Sasínek     | 3:46,15          | Adam Dvořáček     | Marek Kalous      |
| HMR 2022     | Ostrava            | Daniel Kotyza     | 3:50,38          | Jan Sýkora        | Damián Vích       |
| HMR 2023     | Ostrava            | Filip Sasínek     | 3:40,24          | Jan Friš          | Nico Boketta      |
| HMR 2024     | Ostrava            | Nico Boketta      | 3:48,78          | Filip Toul        | Dominik Vebr      |
| HMR 2025     | Ostrava            | Filip Sasínek     | 3:39,05 Rek. HMR | Jan Friš          | Filip Toul        |

## Ženy
| Rok          | Místo              | Zlato                  | Výkon vítěze     | Stříbro                | Bronz                |
| ------------ | ------------------ | ---------------------- | ---------------- | ---------------------- | -------------------- |
| HM ČSSR 1973 | Jablonec nad Nisou | Naděžda Varcábová      | 4:39,6           | Hana Soumarová         | Božena Sudická       |
| HM ČSSR 1974 | Jablonec nad Nisou | Naděžda Varcabová      | 4:34,8           | Hana Soumarová         | Šárka Balcarová      |
| HM ČSSR 1975 | Jablonec nad Nisou | Helena Nerudová        | 4:40,4           | Marta Hrubanová        | Šárka Balcarová      |
| HM ČSSR 1976 | Košice             | Božena Sudická         | 4:38,4           | Zdeňka Uhlířová        | Ludmila Černá        |
| HM ČSSR 1977 | Ostrava            | Milena Sivková         | 4:40,2           | Jarmila Urbanová       | Ivana Brožová        |
| HM ČSSR 1978 | Jablonec nad Nisou | Božena Sudická         | 4:38,2           | Milena Sivková         | Kristína Jankurová   |
| HM ČSSR 1979 | Jablonec nad Nisou | Miroslava Margoldová   | 4:30,3           | Helena Ledvinová       | Ivana Bulíčková      |
| HM ČSSR 1980 | Jablonec nad Nisou | Jana Červenková        | 4:29,4           | Mária Gužíková         | Ľudmila Melicherová  |
| HM ČSSR 1981 | Jablonec nad Nisou | Jana Červenková        | 4:24,7           | Ľudmila Melicherová    | Milena Sivková       |
| HM ČSSR 1982 | Jablonec nad Nisou | Ludmila Marvanová      | 4:29,02          | Hana Čermáková         | Mária Gužíková       |
| HM ČSSR 1983 | Jablonec nad Nisou | Ivana Kleinová         | 4:16,70          | Vlasta Babecová        | Jaroslava Dytrychová |
| HM ČSSR 1984 | Jablonec nad Nisou | Jana Červenková        | 4:19,88          | Sylvia Pajanová        | Beáta Púchovská      |
| HM ČSSR 1985 | Jablonec nad Nisou | Ivana Walterová        | 4:16,82          | Ľudmila Melicherová    | Monika Hamhalterová  |
| HM ČSSR 1986 | Jablonec nad Nisou | Iva Jurková            | 4:22,18          | Monika Hamhalterová    | Jana Šmidáková       |
| HM ČSSR 1987 | Jablonec nad Nisou | Alena Močáriová        | 4:20,93          | Věra Nožičková         | Kateřina Čapounová   |
| HM ČSSR 1988 | Jablonec nad Nisou | Iveta Vasilová         | 4:35,51          | Eva Vítková            | Dagmara Rombauerová  |
| HM ČSSR 1989 | Jablonec nad Nisou | Iveta Vasilová         | 4:48,23          | Kateřina Čapounová     | Romana Kozderková    |
| HM ČSSR 1990 | Praha              | Iva Jurková            | 4:17,78          | Petra Drajzajtlová     | Alena Grešáková      |
| HM ČSFR 1991 | Praha              | Helena Zimová          | 4:32,71          | Ivana Mayerová         | Radka Halmová        |
| HM ČSFR 1992 | Praha              | Andrea Sollárová       | 4:32,91          | Věra Kunčická          | Anna Báčová          |
| HMR 1993     | Praha              | Věra Kunčická          | 4:23,06          | Jana Švejdová          | Andrea Bergmanová    |
| HMR 1994     | Jablonec nad Nisou | Romana Sanigová        | 4:33,33          | Lada Brázdilová        | Kateřina Maloňová    |
| HMR 1995     | Praha              | Jana Biolková          | 4:34,54          | Lada Brázdilová        | Martina Vendová      |
| HMR 1996     | Praha              | Jana Biolková          | 4:25,25          | Lada Brázdilová        | Renata Hoppová       |
| HMR 1997     | Praha              | Jana Kučeríková        | 4:20,64          | Jana Biolková          | Renata Hoppová       |
| HMR 1998     | Praha              | Michaela Kutišová      | 4:22,40          | Jana Biolková          | Lenka Švaňhalová     |
| HMR 1999     | Praha              | Andrea Šuldesová       | 4:14,12          | Renata Hoppová         | Pavlína Vondrková    |
| HMR 2000     | Praha              | Renata Hoppová         | 4:25,15          | Jana Kapounová         | Michaela Kutišová    |
| HMR 2001     | Praha              | Andrea Šuldesová       | 4:14,77          | Renata Hoppová         | Jana Kapounová       |
| HMR 2002     | Praha              | Renata Hoppová         | 4:16,36          | Lenka Švaňhalová       | Radka Holubová       |
| HMR 2003     | Bratislava         | Renata Hoppová         | 4:25,90          | Marcela Lustigová      | Helena Šimková       |
| HMR 2004     | Praha              | Marcela Lustigová      | 4:36,62          | Simona Vrzalová        | Lucie Křížová        |
| HMR 2005     | Praha              | Marcela Lustigová      | 4:31,24          | Lucie Müllerová        | Radka Holubová       |
| HMR 2006     | Praha              | Marcela Lustigová      | 4:38,40          | Petra Ivanová          | Tereza Čapková       |
| HMR 2007     | Praha              | Marcela Lustigová      | 4:28,77          | Tereza Čapková         | Lenka Všetečková     |
| HMR 2008     | Praha              | Marcela Lustigová      | 4:28,17          | Lucie Sekanová         | Petra Ivanová        |
| HMR 2009     | Praha              | Marcela Lustigová      | 4:33,86          | Lucie Sekanová         | Petra Kuříková       |
| HMR 2010     | Praha              | Lenka Masná            | 4:18,86          | Marcela Lustigová      | Květa Pecková        |
| HMR 2011     | Praha              | Lenka Masná            | 4:26,62          | Diana Mezuliáníková    | Hana Pechová         |
| HMR 2012     | Praha              | Dana Šatrová           | 4:22,74          | Anežka Drahotová       | Michaela Drábková    |
| HMR 2013     | Praha              | Kristiina Sasínek Mäki | 4:29,69          | Anežka Drahotová       | Lada Nováková        |
| HMR 2014     | Praha              | Kristiina Sasínek Mäki | 4:15,13          | Lenka Masná            | Radka Hanzlová       |
| HMR 2015     | Praha              | Kristiina Sasínek Mäki | 4:19,07          | Lenka Masná            | Tereza Čapková       |
| HMR 2016     | Ostrava            | Michaela Drábková      | 4:27,86          | Simona Vrzalová        | Lucie Maršánová      |
| HMR 2017     | Praha              | Diana Mezuliáníková    | 4:26,41          | Michaela Drábková      | Lucie Maršánová      |
| HMR 2018     | Praha              | Simona Vrzalová        | 4:19,26          | Lucie Maršánová        | Iveta Rašková        |
| HMR 2019     | Ostrava            | Simona Vrzalová        | 4:27,35          | Renata Vocásková       | Anna Málková         |
| HMR 2020     | Ostrava            | Diana Mezuliáníková    | 4:27,11          | Kristiina Sasínek Mäki | Simona Vrzalová      |
| HMR 2021     | Ostrava            | Diana Mezuliáníková    | 4:20,24          | Lucie Sekanová         | Pavla Štoudková      |
| HMR 2022     | Ostrava            | Diana Mezuliáníková    | 4:13,89          | Iveta Rašková          | Tereza Novotná       |
| HMR 2023     | Ostrava            | Iveta Rašková          | 4:27,11          | Jana Matějková         | Pavla Štoudková      |
| HMR 2024     | Ostrava            | Simona Vrzalová        | 4:21,84          | Diana Mezuliáníková    | Pavla Štoudková      |
| HMR 2025     | Ostrava            | Kristiina Sasínek Mäki | 4:10,16 Rek. HMR | Diana Mezuliáníková    | Pavla Štoudková      |